# L'Aigle
L'Aigle este o comună în departamentul Orne, Franța. În 1 ianuarie 2022 avea o populație de 7.771 de locuitori.

## Personalități născute aici
- Angèle Dubos (1844 - 1916), pictoriță.